# Elvis Recorded Live on Stage in Memphis
Elvis Recorded Live on Stage in Memphis är ett livealbum av den amerikanske sångaren och musikern Elvis Presley, utgivet av RCA Records den 7 juli 1974. Albumet består av inspelningar gjorda under en konsert som Elvis Presleys gav i Mid-South Coliseum i sin hemstad Memphis i Tennessee den 20 mars samma år.
Albumet, som spelades in samma dag som Elvis studioalbum Good Times utkom, nådde som bäst 33:e plats på Billboards albumlista i USA, 2:a plats på
Billboards countrylista, och första plats på Cashbox countrylista, medan det som bäst nådde 44:e plats på albumlistan i Storbritannien. Albumet sålde inledningsvis i nästan en halv miljon exemplar i USA och kom att certifieras guld för en försäljning av en halv miljon den 15 juli 1999 av RIAA.
Elvis Recorded Live on Stage in Memphis var Elvis Presleys femte livealbum på mindre än fem år och det sista som utkom under hans livstid. Det var också det av hans livealbum som fick lägst placering på topplistorna. Även om albumet därmed inte rönte någon enorm kommersiell framgång sålde det klart bättre än de senaste studioalbumen. Det producerade också Elvis Presleys tredje och sista Grammy-vinst för hans liveframförande av gospellåten "How Great Thou Art", som vann i klassen "Best Inspirational Performance".
Albumet innehöll inte en komplett utan en beskuren show, och tyngdpunkten låg på rock'n'roll. Den allmänna uppfattningen var att Elvis under denna show var i utmärkt form och på gott humör, vilket märks också på det inspirerade framförandet av två andra gospellåtar, "Why Me Lord" och "Help Me", liksom av Sun-klassikern "Trying to Get to You" och Arthur "Big Boy" Crudups "My Baby Left Me". Konserten har kommit att kallas för Elvis "hemkomst"-konsert, eftersom det var första gången på 13 år som han uppträdde i sin hemstad Memphis. Skivomslaget har ett fotografi av Elvis Presleys hem, Graceland, men inget på Elvis Presley själv.

## Bakgrund

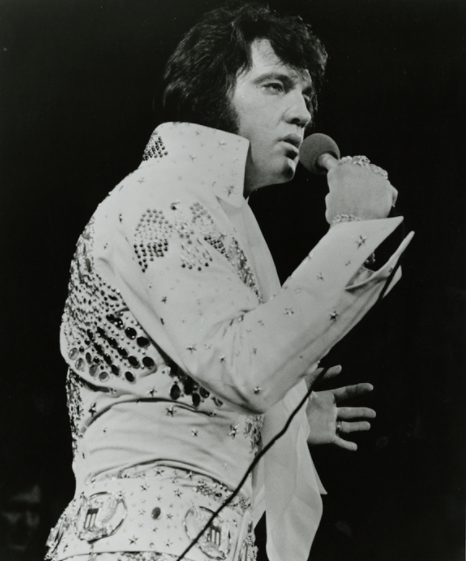
Elvis Presley under Aloha from Hawaii-konserten.

År 1973, som hade inletts med den satellitsända konserten Aloha from Hawaii, hade stundtals varit ett tungt år för Elvis Presley med bland annat en genomgången skilsmässa och hälsoproblem, där han i oktober till följd av andningssvårigheter fick tas in akut på sjukhus och där han blev kvar i två veckor och behandlades för missbruk av den kraftigt smärtstillande opioiden Demerol. I december gjorde han sin andra studioinspelningssejour på Stax studios (vilket resulterade i de båda albumen Good Times som utkom i mars 1974 och Promised Land som utkom i januari 1975) och han kom därefter inte att göra några fler studioinspelningar förrän i mars 1975. Det innebar att frånsett 1959, då han befann sig i Västtyskland och gjorde sin militärtjänst, blev 1974 det första år sedan han inledde sin karriär som han inte spelade in nytt material i studio. I stället kom 1974 att helt ägnas åt liveframträdanden och innehöll Elvis mest hektiska turnéschema sedan '50-talet, med de sedvanliga två perioderna på Las Vegas Hilton, två perioder på hotell Sahara Tahoe i Stateline vid Lake Tahoe i Nevada, och fyra USA-turnéer. Anledningen var att pengarna fanns i liveframträdanden.

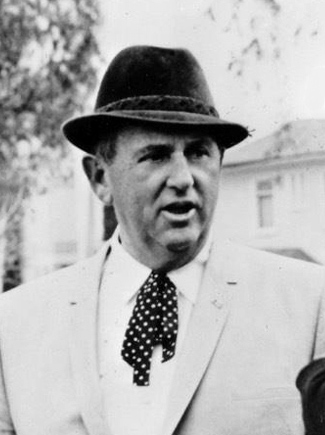
Elvis Presleys manager, överste Tom Parker, år 1969.

Inspelningarna som Elvis hade gjort på Stax i december kunde ge upphov till åtminstone ett bra album, men eftersom Elvis turnerande upptog det mesta av hans tid 1974 och eftersom han var alltmer ovillig att spela in i studio, behövde Elvis manager Tom Parker hitta ett sätt att få till stånd ytterligare ett album. Lösningen blev att övertyga skivbolaget RCA om att spela in ännu ett live-album, Elvis femte på mindre än fem år. Tre veckor efter avslutningen i Las Vegas inleddes 1974 års första USA-turné. Den ägde rum i södra USA den 1–20 mars och innefattade 24 konserter i 14 städer, däribland två konserter i Houston Astrodome i Texas inför en publik på nästan 90 000 personer. Tanken var att spela in en av föreställningarna under denna turné. Enligt Elvis producent Felton Jarvis, hade det diskuterats om att spela in Elvis framträdanden just i Houston Astrodome, men att man slutligen hade bestämt sig för att spela in i Memphis.
Fyra shower hade planerats till den 16 och 17 mars på Mid-South Coliseum i Memphis, och när dessa snabbt sålde slut och till följd av allmänhetens efterfrågan, lade man till en femte som slutkonsert den 20 mars, skilda från de fyra första av konserter i Richmond i Virginia och 
Murfreesboro i Tennessee den 18 respektive 19 mars. Det beslutades också att det var den showen som skulle spelas in. RCA skickade därför en mobil inspelningsutrustning till Mid-South Coliseum. Förutom den extra tid som tillbringades med att ställa i ordning utrustningen och en snabb kontroll av ljudet, gjordes inga speciella ansträngningar för att skilja denna show från alla de andra som hade ägt rum tidigare – inga repetitioner, och det fanns heller ingen reservplan utifall något skulle gå fel vid inspelningen under det sista framträdandet på turnén. Liksom alla andra framträdanden på den tre veckor långa turnén var de fem Memphis-showerna utsålda.
Konserten den 20 mars 1974 har kommit att kallas för Elvis "hemkomst"-konsert. Elvis hade inte uppträtt i sin hemstad Memphis på 13 år – inte sedan den välgörenhetsshow han gjorde där i februari 1961.

## Konserten och låtarna

### Om albumet

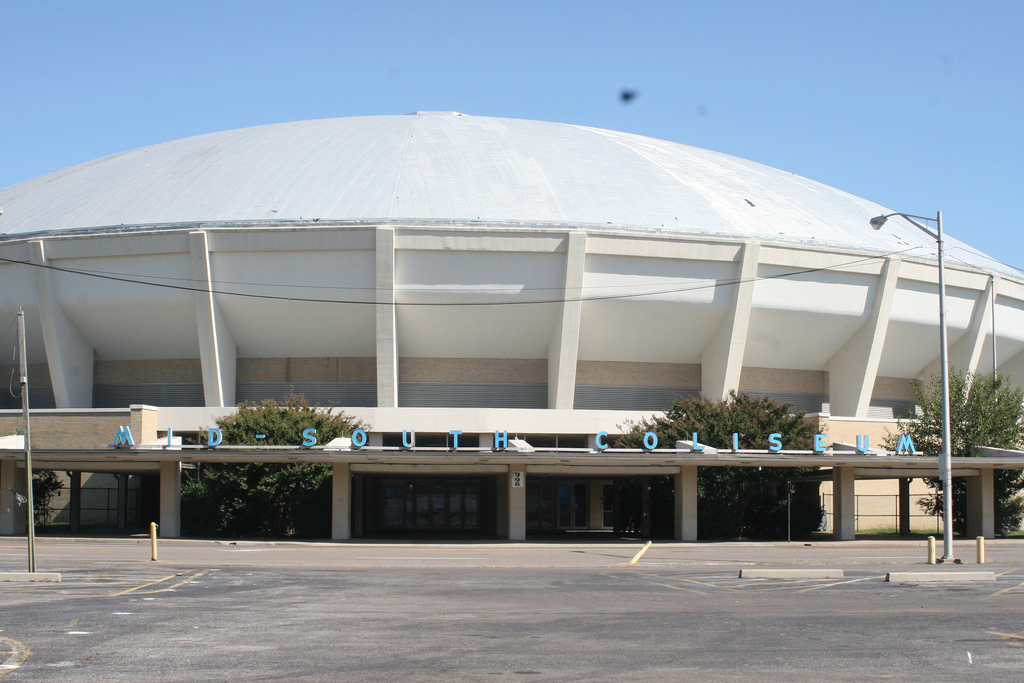
Mid-South Coliseum i Memphis, där Elvis Presley gav sin konsert den 20 mars 1974.

Till skillnad från Elvis två tidigare livealbum, As Recorded at Madison Square Garden och Aloha from Hawaii, innehöll detta album en redigerad och beskuren version av konserten. Därmed räckte det med att ge ut bara en LP-skiva i stället för en dubbel-LP, som skulle ha krävts för att inkludera hela showen. Man undvek också alltför mycket upprepning från de tidigare livealbumen och kunde därmed göra albumet starkare. Om man bortser från de mer informella framträdandena i samband med '68 Comeback Special och dess soundtrack NBC TV-Special (som inte innehöll liveversioner från en riktig konsert), hade vid albumets utgivning tolv av låtarna aldrig tidigare släppts av Elvis i liveversioner, och av dessa hade fem inte givits ut av Elvis i någon form tidigare. Tre av dessa fem var dock avkortade låtar i medleyn, så endast "Let Me Be There" och gospelnumret "Why Me Lord" var helt nya kompletta låtar. Dessutom fanns "Help Me", som visserligen nyss hade utkommit på singel i en studioversion, men som här fick sin albumpremiär som liveversion.
Konserten bestod av ett brett urval av låtar. Tonvikten i showen låg på rock'n'roll, och av den fulla showens 30 låtar var 13 sådana som Elvis tidigare hade spelat in och givit ut på 1950-talet, även om ett antal av dessa ingick i medleyn och därför inte framfördes i sin helhet.

### Konserten
Konserten inleddes till tonerna av Richard Strauss "Also Sprach Zarathustra", men denna inledning kom inte med på originalskivan, som i stället började med Ronnie Tutts öppning på trummor och övergick i "See See Rider" – den låt som Elvis brukade inleda sina konserter med.
Därnäst följde ett medley bestående av "I Got a Woman" (som framöver skulle följa som andra låt på de flesta konserter) och den andliga sången "Amen", vilken avslutades med bassångaren J. D. Sumner djupa bassång, varefter Elvis fullbordade sången. "Amen" var en låt som inte tidigare hade förekommit på en Elvisskiva, medan "I Got a Woman", som Elvis givit ut i studioinspelning 1956, här fick sin första utgivning på ett livealbum, trots att Elvis hade framfört den live regelbundet sedan 1969.
"Love Me" var en '50-talslåt som hade förekommit också på de två tidigare livealbumen. "Trying to Get to You" var en låt som Elvis hade spelat in redan på Sun Records 1955. Hans framförande av låten under '68 Comeback Special hade tidigare under året utkommit på samlingsalbumet Elvis: A Legendary Performer Volume 1, men denna bluesiga version var det första framförandet på en livekonsert som hade släppts på skiva, även om Elvis hade sjungit den live till och från under ett par års tid.
Efter detta följde ett antal låtar som inte kom med på originalutgåvan, då "All Shook Up" (som var med på In Person- och Madison Square Garden-albumen), "Steamroller Blues" (som var med på Aloha-albumet), ett medley bestående av "Teddy Bear" och "Don't Be Cruel", samt "Love Me Tender" (vilka alla tidigare varit med på Madison Square Garden-albumet).
Det medley på sex låtar som följde var ett nytillskott till Elvis konsertrepertoar, och hade åtminstone delvis tillkommit för att ta hand om alla rock'n'roll-hittar som folk ville höra men som Elvis normalt var mindre intresserad av att framföra – dock föreföll han vara mer involverad och engagerad i detta medley. "Long Tall Sally" och "Whole Lotta Shakin' Goin' On" hade i sig tidigare utgjort ett medley som förekommit på Aloha from Hawaii-konserten. Loggins and Messinas "Your Mama Don't Dance" hade aldrig tidigare förekommit på en Elvisskiva, ej heller "Flip, Flop and Fly", som Elvis dock en gång framfört live på tv, på CBS Stage Show den 28 januari 1956. Medleyt avslutades med de båda Leiber och Stoller-låtarna "Jailhouse Rock" och "Hound Dog".
"Fever", som också den hade varit del av repertoaren på Aloha-konserten, kom inte med på originalskivan, ej heller "Polk Salad Annie" som förekom på såväl  Madison Square Garden- som On Stage-albumet.
Kris Kristoffersons "Why Me Lord" var en låt som aldrig tidigare förekommit på en Elvisskiva. Elvis lät bassångaren J. D. Sumner sjunga versen innan han kom in i refrängen. Den andliga sången "How Great Thou Art" utgjorde förmodligen albumets höjdpunkt. Elvis hade spelat in den i studio i maj 1966, och den fick ge namn åt albumet How Great Thou Art som utkom i februari 1967. Med detta album vann han en Grammy för "Best Sacred Recording" och med liveversionen av "How Great Thou Art" från Recorded Live on Stage in Memphis vann han ånyo en Grammy (hans tredje och sista) inom samma kategori, som nu hade bytt namn till "Best Inspirational Performance". Detta framförande är ännu kraftfullare än studioversionen och blir än mer intensivt och gripande genom att Elvis tar om avslutningen.
"Suspicious Minds", som hade förekommit på tre av hans tidigare livealbum, kom inte med på originalskivan. "I Can't Stop Loving You" skulle tillsammans med "Love Me" ha varit den mest överflödiga låten på albumet (eftersom de förekommit flera gånger tidigare på livealbum), om det inte vore för att Elvis denna gång hade lagt till en vers av "Blueberry Hill" i början. Elvis hade spelat in och gett ut "Blueberry Hill" på albumet Loving You 1957, men detta var den första liveversionen av låten som hade släppts.

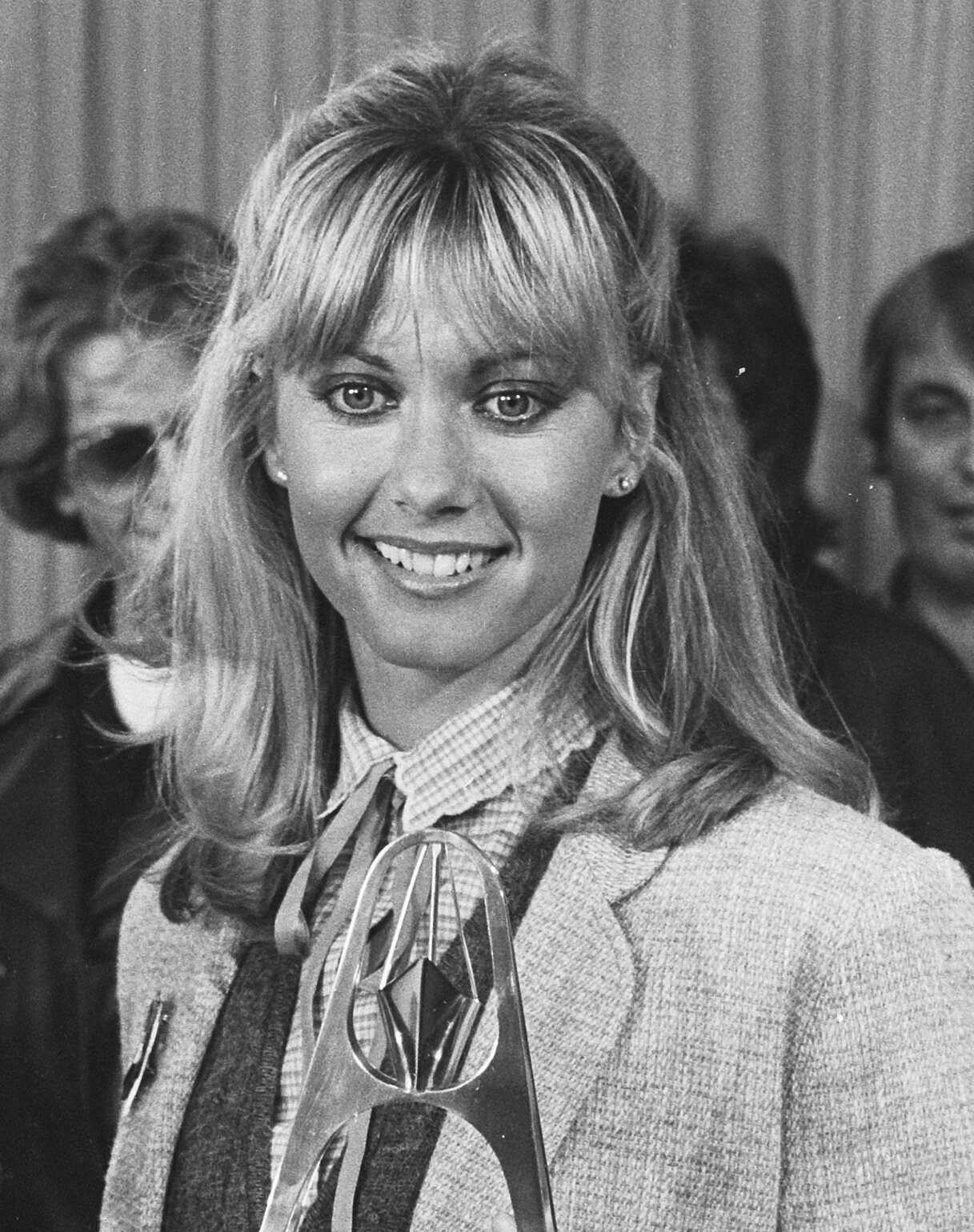
Olivia Newton John, som under slutet av 1973 och början av 1974 hade en hit med "Let Me Be There" – här på ett foto från 1978.

"Help Me" var en av de låtar som Elvis hade spelat in i Stax studio i december föregående år. När konserten ägde rum var det en ny låt i Elvis repertoar, men när albumet utkom i juli hade studioversionen av "Help Me" nyss släppts på singel. Detta var dock första gången som låten utkom i en liveversion. Trots att "An American Trilogy" redan hade förekommit på båda de föregående livealbumen, togs den med också på Elvis Recorded Live on Stage in Memphis, och den framfördes i ett något högre tempo.
"Let Me Be There" var sedan mindre än två månader tillbaka en ny låt i Elvis liverepertoar. Den hade nyligen varit en topp-tio-hit på den amerikanska singellistan för Olivia Newton John. I motsats till Olivia Newton Johns luftiga tolkning, framförde Elvis låten med större kraft och den kom i hans tolkning att utvecklas till en fullfjädrad showstopper i Las Vegas-stil. I likhet med hur han gjorde på "How Great Thou Art", kom Elvis att ta om refrängen ytterligare en gång. "Let Me Be There" kom med på originalalbumet och var en låt som Elvis aldrig tidigare hade släppt. Elvis fortsatte att framföra den ganska regelbundet fram till början av 1976. Denna version kom senare att tas med också på Elvis sista studioalbum, Moody Blue.

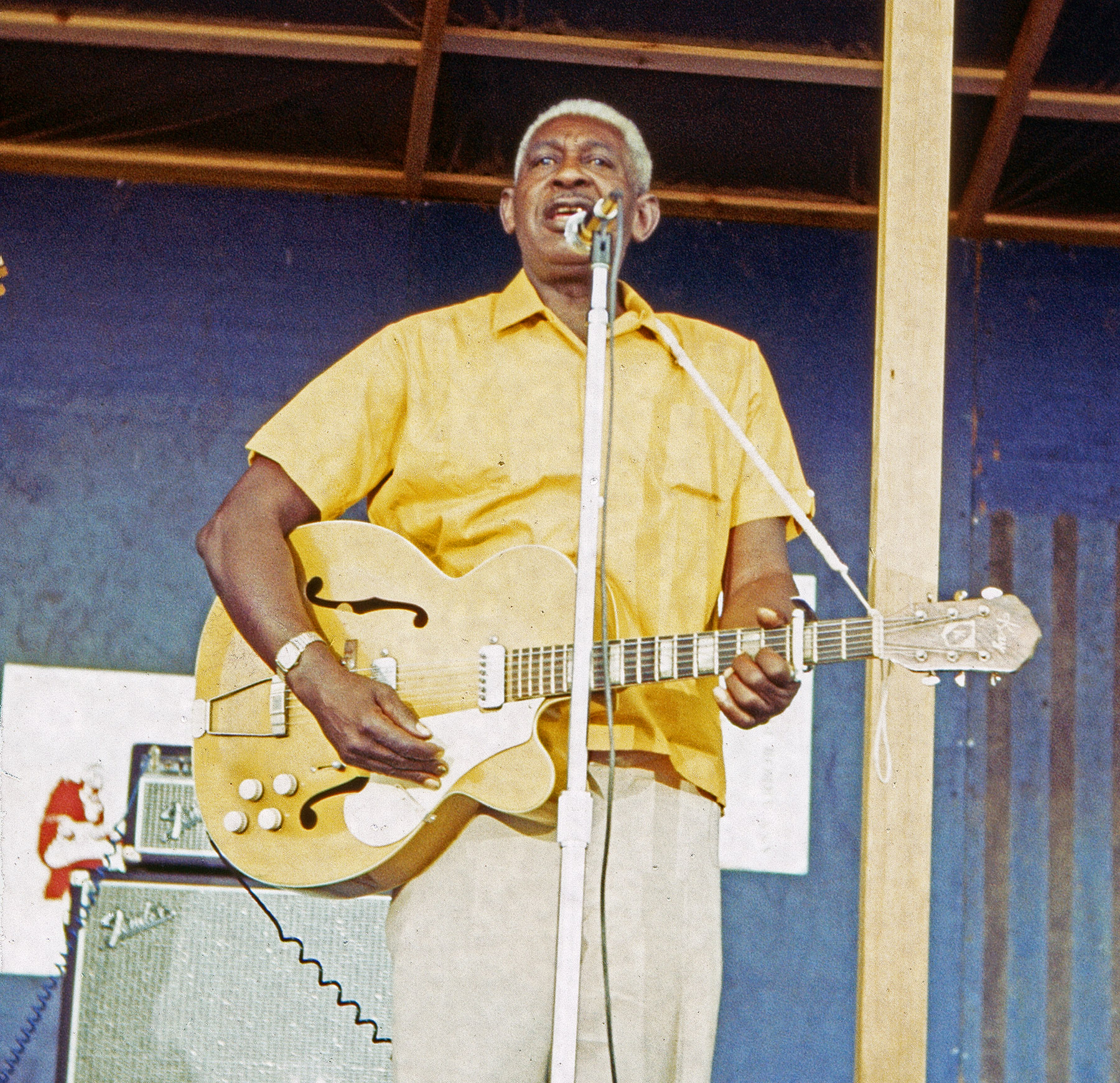
Arthur Crudup 1969. Han skrev både "That’s Allright Mama" och "My Baby Left Me”, vilken Elvis framförde i ett rock’n’roll-arrangemang på konserten i Memphis den 20 mars 1974.

Elvis hade spelat in Arthur Crudups "My Baby Left Me" redan 1956 och han framförde den sällan på konserter, så detta var första gången som den utkom i en liveversion från en konsert och den hade fått ett rock'n'roll-arrangemang. "Lawdy, Miss Clawdy" var en rhythm and blues-klassiker som Elvis likaså hade spelat in i studio 1956 men som inför livekonserterna fått ett nytt omarbetat arrangemang där körsångarna gav låten en gospelkänsla, när den nu för första gången gavs ut i en liveversion från en konsert.
"Funny How Time Slips Away", som var med på Madison Square Garden-albumet, kom inte med på albumet, och efter det avslutades albumet och showen som vanligt med "Can't Help Falling in Love" från filmen Blue Hawaii.

## Recensioner och omdömen
Albumet släpptes utan någon större reklamkampanj, men fick ändå nästan genomgående bra recensioner. Det uppenbara undantaget var Variety, som fann "karisman hos Elvis live [vara] närmare döden". Recensenter på plats, kommenterade Elvis pråliga klädsel. Den lokala kvällstidningen Memphis Press-Scimitar jämförde honom med Julius Caesar och menade att showens höjdpunkt kan ha varit hans entré "som en vit blixt … klädd i helvitt, glittrande av juveler" till tonerna av "Also Sprach Zarathustra".
Det allmänna omdömet var dock att Elvis var i storform, på gott humör, och att såväl han som publiken njöt av tillställningen. Detta var dock ingen engångsföreteelse under denna turné, utan han uppvisade en likartad glädje och sångprestation vid andra framträdanden som har släppts av mixerbords- och publikinspelningar från turnén. I motsats till de två föregående livealbumen, Aloha och Madison Square Garden, där Elvis knappt säger någonting mellan låtarna, samspelar han mer med publiken här, och hans röst har inget av den lätt nasala kvalitet som kunde skönjas under Aloha-konserten.
Många betraktade det som ett av Elvis mer betydande album. Musiktidskiften Billboard skrev att Elvis framträdande är karismatiskt och att "hans röst är mycket kraftfullare än den varit på senare studioproduktioner.” Bob Talbert i Detroit Free Press skrev att Elvis aldrig har "gett ut ett album, vare sig ett live- eller annat, som låtit den mänskliga sidan av denne underhållare framträda så tydligt", och han menade att det möjligen är "den inspelning av [Elvis] Presley som är den bästa och definitivt den där Elvis är mest avslappnad och har mest kul." Jack Garner i den New York-baserade Ithaca Journal utsåg det till ett av 1974 års tjugo bästa album, medan Jim Bickhart i Los Angeles Times drog slutsatsen att "om du bara ska ha ett konsertalbum av Elvis, men ännu inte har valt något, kan din tid och ditt album äntligen ha kommit."

## Utgivning, listor och försäljning
Elvis Recorded Live on Stage in Memphis utkom den 7 juli 1974. Det var det första albumet under Elvis hela karriär som inte hade någon bild av honom på omslaget. Alla Elvis studioalbum under 1970-talet hade en bild av honom som tagits när han uppträdde live under en konsert, medan detta livealbum enbart hade foton av hans hem Graceland i Memphis på såväl fram- som baksidan.
Albumet nådde som bäst plats 33 på Billboard 200-albumlistan i USA i augusti 1974. Det var hans lägst placerade livealbum någonsin och också det sista livealbumet som släpptes under hans livstid, även om enstaka låtar inspelade live skulle fortsätta att fylla ut några av hans efterföljande studioalbum. Albumet hade dock bättre framgång på countrylistorna och hamnade på 2:a plats på
Billboards countrylista. Det kom även att under två veckors tid toppa Cashbox countrylista. I Storbritannien nådde albumet som bäst plats 44 på UK Albums Chart. Även om försäljningen var måttlig, sålde det betydligt bättre än vad de senaste studioalbumen hade sålt. Initialt sålde det i nästan en halv miljon exemplar och med tiden över en halv miljon, och det certifierades guld den 15 juli 1999 av Recording Industry Association of America (RIAA).

## Återutgivningar
År 1994 utkom Elvis Recorded Live on Stage in Memphis på cd – en utgåva som var densamma som originalutgåvan på LP från 1974. År 2004 utgavs hela konserten på samlaretiketten Follow That Dream Records (FTD). Det var en utgåva som innehöll också de nio låtar som hade exkluderats på originalutgåvan på grund av såväl utrymmesskäl som för att undvika upprepning från tidigare livealbum. Showen var emellertid inte helt komplett, då dialogen hade redigerats och den misslyckade första starten av låten "Help Me" saknades. De publikapplåder som lagts till på originalalbumet, hade avlägsnats på denna och följande utgåvor.
År 2013 gav Follow That Dream Records också ut en vinyl-dubbel-LP med hela showen. Och till 40-årsjubileet av konserten, år 2014, släppte Sony/RCA en Legacy Edition på två cd:ar. Den första cd:n innehöll den fulla showen från Memphis den 20 mars i en såväl remastrad som remixad version. Den andra cd:n innehöll en show inspelad i Coliseum i Richmond i Virginia två dagar tidigare. Den var enbart inspelad via mixerbordet och därför i mono och hade en snarlik spellista. Därutöver innehöll denna cd också fem stereoinspelningar gjorda i RCA Studios i Hollywood den 16 augusti 1974 som repetition inför den elfte "Las Vegas Hilton"-säsongen. Denna återutgivning nådde plats 74 på den brittiska albumlistan.

## Musiker på scenen
- Elvis Presley – sång, akustisk gitarr, exekutiv producent
- James Burton – leadgitarr
- John Wilkinson – kompgitarr
- Duke Bardwell – elbas
- Glen D. Hardin – piano
- Ronnie Tutt – trummor
- Charlie Hodge – akustisk gitarr, bakgrundssång
- J. D. Sumner and The Stamps – bakgrundssång
- The Sweet Inspirations – bakgrundssång
- Voice – bakgrundssång
- Kathy Westmoreland – bakgrundssång, sopran
- Joe Guercio & His Orchestra – orkester[1]

## Låtlistor –Elvis Recorded Live on Stage in Memphis

### 1974 – originalutgåva, LP
| 1. | See See Rider | Trad., arr. Elvis Presley | 20 mars 1974 | 3:03 |
| 2. | Medley: I Got A Woman / Amen                                                                                                | Ray Charles / Trad., Jester Hairston | 20 mars 1974 | 4:45 |
| 3. | Love Me | Jerry Leiber, Mike Stoller | 20 mars 1974 | 1:50 |
| 4. | Trying to Get to You | Rose Marie McCoy, Charles Singleton | 20 mars 1974 | 2:02 |
| 5. | Medley: Long Tall Sally / Whole Lotta Shakin' Goin' On / Mama Don't Dance / Flip, Flop and Fly / Jailhouse Rock / Hound Dog | Enotris Johnson, Robert Blackwell, R. Penniman Dave Williams, Sunny David Kenny Loggins, Jim Messina Jesse Stone, Big Joe Turner Jerry Leiber, Mike Stoller Jerry Leiber, Mike Stoller | 20 mars 1974 | 3:32 |
| 6. | Why Me Lord? | Kris Kristofferson | 20 mars 1974 | 2:50 |
| 7. | How Great Thou Art | Stuart K. Hine | 20 mars 1974 | 3:44 |

| 1.           | Medley:Blueberry Hill / I Can't Stop Loving You | Al Lewis, Vincent Rose, Larry Stock / Don Gibson | 20 mars 1974 | 2:59  |
| 2.           | Help Me                                         | Larry Gatlin                                     | 20 mars 1974 | 2:42  |
| 3.           | An American Trilogy                             | Mickey Newbury                                   | 20 mars 1974 | 3:57  |
| 4.           | Let Me Be There                                 | John Rostill                                     | 20 mars 1974 | 3:33  |
| 5.           | My Baby Left Me                                 | Arthur Crudup                                    | 20 mars 1974 | 2:22  |
| 6.           | Lawdy Miss Clawdy                               | Lloyd Price                                      | 20 mars 1974 | 2:14  |
| 7.           | Can't Help Falling in Love                      | George David Weiss, Hugo Peretti, Luigi Creatore | 20 mars 1974 | 1:36  |
| 8.           | Closing Vamp                                    | —                                                | 20 mars 1974 | 0:47  |
| Total längd: | Total längd:                                    | Total längd:                                     | Total längd: | 41:57 |

### 1994 – cd
| 1. | Samma innehåll som originalutgåvan. |  | 20 mars 1974 | 41:57 |

### 2004 – FTD, cd
| 1. | Samma låtar som på cd 1 på 40th Anniversary Legacy Edition. |  | 20 mars 1974 | 68:32 |

### 2013 – FTD, 2 LP
| 1. | Samma innehåll som på cd 1 på 40th Anniversary Legacy Edition. |  | 20 mars 1974 | 69:16 |

### 2014 – 40th Anniversary Legacy Edition, 2 cd
| 1.           | Also sprach Zarathustra (tidigare outgiven)                                                                                 | Richard Strauss | 20 mars 1974 | 1:15  |
| 2.           | See See Rider | Trad., arr. Elvis Presley | 20 mars 1974 | 3:02  |
| 3.           | Medley: I Got a Woman / Amen                                                                                                | Ray Charles / Trad., Jester Hairston | 20 mars 1974 | 5:48  |
| 4.           | Love Me | Jerry Leiber, Mike Stoller | 20 mars 1974 | 2:03  |
| 5.           | Trying to Get to You | Rose Marie McCoy, Charles Singleton | 20 mars 1974 | 2:06  |
| 6.           | All Shook Up (tidigare outgiven)                                                                                            | Otis Blackwell, Elvis Presley | 20 mars 1974 | 1:04  |
| 7.           | Steamroller Blues (tidigare outgiven)                                                                                       | James Taylor | 20 mars 1974 | 2:52  |
| 8.           | Medley: Teddy Bear / Don't Be Cruel (tidigare outgiven)                                                                     | Kal Mann, Bernie Lowe / Otis Blackwell, Elvis Presley | 20 mars 1974 | 1:59  |
| 9.           | Love Me Tender (tidigare outgiven)                                                                                          | Vera Matson, Elvis Presley | 20 mars 1974 | 1:45  |
| 10.          | Medley: Long Tall Sally / Whole Lotta Shakin' Goin' On / Mama Don't Dance / Flip, Flop and Fly / Jailhouse Rock / Hound Dog | Enotris Johnson, Robert Blackwell, R. Penniman Dave Williams, Sunny David Kenny Loggins, J. Messina Jesse Stone, Big Joe Turner Jerry Leiber, Mike Stoller Jerry Leiber, Mike Stoller | 20 mars 1974 | 3:32  |
| 11.          | Fever (tidigare outgiven)                                                                                                   | Eddie Cooley, John Davenport | 20 mars 1974 | 3:07  |
| 12.          | Polk Salad Annie (tidigare outgiven)                                                                                        | Tony Joe White | 20 mars 1974 | 3:32  |
| 13.          | Why Me Lord? | Kris Kristofferson | 20 mars 1974 | 2:56  |
| 14.          | How Great Thou Art | Stuart K. Hine | 20 mars 1974 | 3:45  |
| 15.          | Suspicious Minds (tidigare outgiven)                                                                                        | Mark James | 20 mars 1974 | 3:40  |
| 16.          | Introductions (tidigare outgiven)                                                                                           | | 20 mars 1974 | 3:08  |
| 17.          | Medley:Blueberry Hill / I Can't Stop Loving You                                                                             | Al Lewis, Vincent Rose, Larry Stock / Don Gibson | 20 mars 1974 | 3:01  |
| 18.          | Help Me | Larry Gatlin | 20 mars 1974 | 2:54  |
| 19.          | An American Trilogy | Mickey Newbury | 20 mars 1974 | 3:57  |
| 20.          | Let Me Be There | John Rostill | 20 mars 1974 | 3:34  |
| 21.          | My Baby Left Me | Arthur Crudup | 20 mars 1974 | 2:23  |
| 22.          | Lawdy Miss Clawdy | Lloyd Price | 20 mars 1974 | 2:06  |
| 23.          | Funny How Time Slips Away (tidigare outgiven)                                                                               | Willie Nelson | 20 mars 1974 | 2:57  |
| 24.          | Can't Help Falling in Love                                                                                                  | George David Weiss, Hugo Peretti, Luigi Creatore | 20 mars 1974 | 1:38  |
| 25.          | Closing Vamp | — | 20 mars 1974 | 1:12  |
| Total längd: | Total längd: | Total längd: | Total längd: | 69:16 |

| 1.           | Also sprach Zarathustra | Richard Strauss | 18 mars 1974    | 1:18  |
| 2.           | See See Rider | Trad., arr. Elvis Presley | 18 mars 1974    | 3:01  |
| 3.           | Medley: I Got A Woman / Amen                                                                                                | Ray Charles / Trad., Jester Hairston | 18 mars 1974    | 4:16  |
| 4.           | Love Me | Jerry Leiber, Mike Stoller | 18 mars 1974    | 1:40  |
| 5.           | Trying to Get to You | Rose Marie McCoy, Charles Singleton | 18 mars 1974    | 2:09  |
| 6.           | All Shook Up | Otis Blackwell, Elvis Presley | 18 mars 1974    | 1:02  |
| 7.           | Steamroller Blues | James Taylor | 18 mars 1974    | 2:53  |
| 8.           | Medley: Teddy Bear / Don't Be Cruel                                                                                         | Kal Mann, Bernie Lowe / Otis Blackwell, Elvis Presley | 18 mars 1974    | 1:59  |
| 9.           | Love Me Tender | Vera Matson, Elvis Presley | 18 mars 1974    | 1:45  |
| 10.          | Medley: Long Tall Sally / Whole Lotta Shakin' Goin' On / Mama Don't Dance / Flip, Flop and Fly / Jailhouse Rock / Hound Dog | Enotris Johnson, Robert Blackwell, R. Penniman Dave Williams, Sunny David Kenny Loggins, J. Messina Jesse Stone, Big Joe Turner Jerry Leiber, Mike Stoller Jerry Leiber, Mike Stoller | 18 mars 1974    | 3:17  |
| 11.          | Fever | Eddie Cooley, John Davenport | 18 mars 1974    | 3:03  |
| 12.          | Polk Salad Annie | Tony Joe White | 18 mars 1974    | 3:52  |
| 13.          | Why Me Lord? | Kris Kristofferson | 18 mars 1974    | 2:52  |
| 14.          | Suspicious Minds | Mark James | 18 mars 1974    | 3:44  |
| 15.          | Introductions | | 18 mars 1974    | 2:31  |
| 16.          | I Can't Stop Loving You | Don Gibson | 18 mars 1974    | 2:25  |
| 17.          | Help Me | Larry Gatlin | 18 mars 1974    | 2:42  |
| 18.          | An American Trilogy | Mickey Newbury | 18 mars 1974    | 3:58  |
| 19.          | Let Me Be There | John Rostill | 18 mars 1974    | 3:39  |
| 20.          | Funny How Time Slips Away                                                                                                   | Willie Nelson | 18 mars 1974    | 2:48  |
| 21.          | Can't Help Falling in Love                                                                                                  | George David Weiss, Hugo Peretti, Luigi Creatore | 18 mars 1974    | 1:45  |
| 22.          | Closing Vamp The August 1974 RCA Rehearsal                                                                                  | – | 18 mars 1974    | 1:05  |
| 23.          | Down in The Alley | The Clovers, Jesse Stone | 16 augusti 1974 | 3:34  |
| 24.          | Good Time Charlie's Got the Blues                                                                                           | Danny O'Keefe | 16 augusti 1974 | 3:19  |
| 25.          | Softly as I Leave You | Antonio De Vita, Hal Shaper | 16 augusti 1974 | 2:17  |
| 26.          | The First Time Ever I Saw Your Face                                                                                         | Ewan MacColl | 16 augusti 1974 | 4:28  |
| 27.          | The Twelfth of Never | Jerry Livingston, Paul Francis Webster | 16 augusti 1974 | 2:48  |
| Total längd: | Total längd: | Total längd: | Total längd:    | 74:10 |